# 楽ひら
楽ひら（らくひら）は、パナソニック（旧・松下電器産業）が開発した手書き文字認識ソフトウェア。2012年4月以降、パナソニックからスピンオフしたベンチャー企業であるPUX株式会社がライセンス事業を展開している。

## 概要
1984年の手書きワープロ発売以来、松下電器が培ってきたペン入力機器向けのインタフェース用ソフトウェアを源流とする。
2000年に松下電器がPalm OS搭載機向けに開発し、漢字・ひらがな・カタカナ・英字・数字・記号の自動判別に対応する手書き文字認識ソフトが「楽ペン」の名で販売された。2001年にはPalm OS搭載機用のひらがな専用手書き認識ソフトが「楽ひら」としてライセンス提供された。パーム コンピューティングのデバイスm500/m505日本語版にバンドルされたこの「楽ひら」は、楽ペンから漢字認識を取り除いてひらがな認識に特化したもの。
その後、任天堂のゲーム機ニンテンドーDS向けに手書きで入力するソフトが発売され注目された。このほかにiOS、Android、Windows Mobile、Windows、macOS、iTRONに対応した実績がある。

## 楽ひらを使ったソフト
- 脳を鍛える大人のDSトレーニング（任天堂、ニンテンドーDS）
- DS楽引辞典（任天堂、ニンテンドーDS）
- 東北大学未来科学技術共同研究センター川島隆太教授監修 もっと脳を鍛える大人のDSトレーニング（任天堂、ニンテンドーDS）
- なぞっておぼえる 大人の漢字練習（ナウプロダクション、ニンテンドーDS）
- 財団法人日本漢字能力検定協会公式ソフト 200万人の漢検 とことん漢字脳（アイイーインスティテュート 、ニンテンドーDS）
- TOEIC TEST DSトレーニング（アイイーインスティテュート 、ニンテンドーDS）
- NOVAうさぎのゲームde留学!? （コナミデジタルエンタテインメント、業務用ゲーム機器）
- 脳開発研究所クルクルラボ（コナミデジタルエンタテインメント、業務用ゲーム機器）
- みんなで鍛える全脳トレーニング（バンダイナムコゲームス、業務用ゲーム機器）
- 辞書 by 物書堂（物書堂、iOS / iPad）
- かわせみ2（物書堂、macOS）
- LogoVista電子辞典閲覧用統合ブラウザ（ロゴヴィスタ、iOS）